# 查姆恩·漢丹奴域
查姆恩·漢丹奴域（英語：Jasmin Handanovič，1978年1月28日—），是一名斯洛文尼亞足球运动员，司职守門員。

## 榮譽

### 奧林比查
- 斯洛文尼亞盃: 1999-00

### 高柏
- 斯洛文尼亞盃: 2005-06 , 2006-07

## 連結
- Player profile
- Career details （页面存档备份，存于）